# Mauricio Rojas
Mauricio José Rojas Mullor (28 giugno 1950) è un economista e politico svedese, membro del Parlamento dal 2002.

## Biografia
Mauricio Rojas è nato a Santiago del Cile. Era un socialista e membro del MIR quando è fuggito in Svezia nel 1974 in seguito al golpe militare e alla conseguente persecuzione degli attivisti di sinistra a opera del regime di Pinochet. Diventato un rifugiato politico in Svezia, ha cambiato le sue idee in senso liberale.
Rojas ha conseguito un Ph.D. in storia economica dalla Lund University nel 1986 ed è diventato professore associato di storia economica alla Lund University nel 1995. È stato lettore dal 1981 al 1999, quando è diventato Direttore del centro per la riforma del welfare presso il think tank Timbro di Stoccolma. In seguito ha assunto le cariche di vicedirettore e di direttore del Timbro.
Rojas è stato eletto al Parlamento svedese (Riksdag) nel 2002 per il Partito Liberale, benché all'epoca non fosse iscritto al partito. È diventato membro del Partito Liberale nel 2004 quando è diventato responsabile del partito per i rifugiati e le politiche di integrazione sociale. Nel 2006 è stato rieletto. È membro della commissione costituzionale.
Ha scritto diversi libri di economia internazionale, di immigrazione, e sul modello svedese, molti dei quali tradotti in varie lingue. In inglese si possono trovare The Rise and Fall of the Swedish Model (Londra 1998), Millennium Doom (Londra 1999), Beyond the Welfare State (Stoccolma 2001) e The Sorrows of Carmencita – Argentina's Crisis in a Historical Perspective (Stoccolma 2002). L'ultimo pubblicato è Reinventar el Estado del Bienestar (Madrid 2008).